# Santuário Dom Bosco

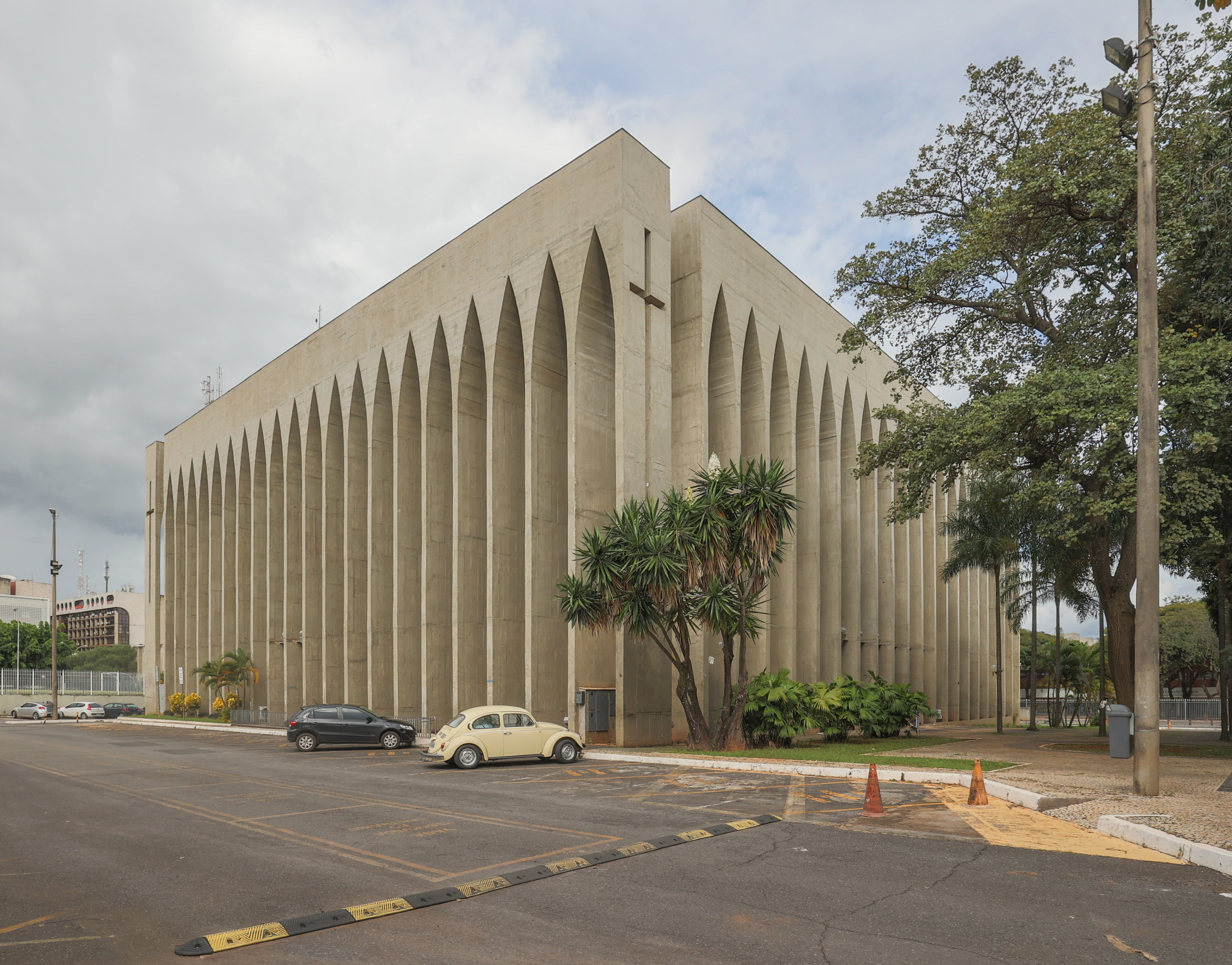
Außenansicht von Südwesten

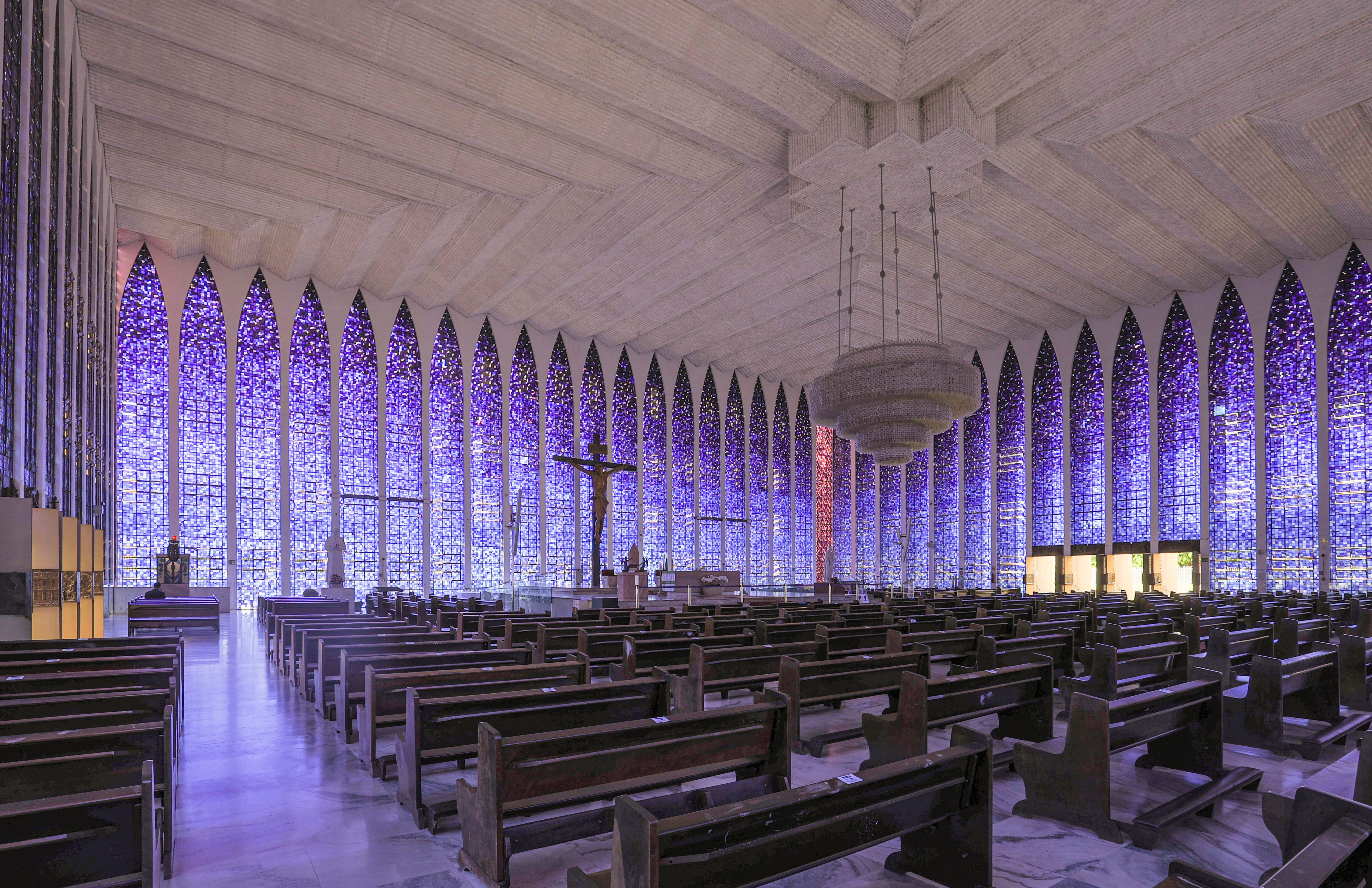
Altarraum mit Kruzifix

Das Santuário Dom Bosco ist eine im Quadra 702 Sul gelegene, einschiffige Kirche in Brasília, die dem Schutzheiligen der Stadt Johannes Bosco (portugiesisch João Bosco) gewidmet ist.

## Baugeschichte
Die Kirche wurde 1963 nach einem Entwurf von Carlos Alberto Naves errichtet. Die Freiraumgestaltung der zugehörigen Grünflächen stammt von Landschaftsarchitekten Roberto Burle Marx.

## Beschreibung
Die Grundfläche beträgt rund 1.600 m², 80 in gotisch anmutenden Bögen auslaufende Säulen aus Beton mit einer Höhe von 16 Metern tragen das Kirchenschiff. Die effektvolle Beleuchtung wird durch die Verwendung von in 12 verschiedenen Farbtönen (blau bis purpur) gehaltenen Glasbausteinen erzielt, diese sollen den klaren Sternenhimmel symbolisieren.  Besonderer Blickfang ist ein an Stahlseilen aufgehängter Kristalllüster aus 7.400 Einzelteilen aus Murano-Glas, der eine Höhe von etwa drei Metern besitzt.
Das acht Meter hohe Kruzifix wurde von Gotfredo Thaler gestaltet; die Bronzetüren mit Szenen aus dem Leben Don Boscos stammen von Siron Franco.